# SN 2009js
SN 2009js – supernowa typu II-P odkryta 11 października 2009 roku w galaktyce NGC 918. W momencie odkrycia miała maksymalną jasność 17,20m.